# El Gour
El Gour, o Bazina du Gour, es un yacimiento arqueológico ubicado en la región de Fez-Mequinez, en el norte de Marruecos. Se trata de un antiguo túmulo funerario, que se construía generalmente sólo para personas de gran importancia. Se estima que el sitio se construyó en algún momento entre los siglos IV y II a. C..
El lugar fue añadido a la Lista Indicativa de Patrimonio de la Humanidad de la UNESCO el 1 de julio de 1995 en la categoría Cultural.